# Suka Damai Timur
Suka Damai Timur is een bestuurslaag in het regentschap Langkat van de provincie Noord-Sumatra, Indonesië. Suka Damai Timur telt 3027 inwoners (volkstelling 2010).